# Алишань (фильм)
«Алишань» (англ. Ali Shan) — короткометражный документальный фильм Юнга Чанга. Премьера состоялась на Интернациональном фестивале документальных фильмов Хот-Докс 7 мая 2009 года.

## История создания
В 1987 году, когда Юнгу Чангу было 10 лет, он вместе с семьёй поднимался на гору Алишань. Юнгу показалось на вершине, будто он вот-вот коснётся луча солнца. Через 20 лет Чанг вернулся к горе и решил заснять это зрелище на 16-миллиметровую плёнку. Совместная встреча рассвета на горе и составляет сюжет фильма.

### Номинации
- 2009: Международный кинофестиваль в Чикаго, Лучший короткометражный фильм.[1]
- 2009: Hot Docs Canadian International Documentary Festival, Лучший короткометражный документальный фильм.
- 2010: The Full Frame Documentary Film Festival, NEW DOCS.[2]